# Vladimír Zikmund (epidemiolog)
Vladimír Zikmund (27. května 1925 Teplice – 18. října 2020 Liberec) byl český epidemiolog, zaměřoval se především na pravé neštovice. Jako lékař Světové zdravotnické organizace působil v mnoha zemích světa.

## Život
Absolvoval Lékařskou fakultu Univerzity Karlovy v Praze (1951). V letech 1951–1980 pracoval jako přednosta odboru epidemiologie na Krajské hygienické stanici Severočeského kraje v Liberci. Dráhu epidemiologa si zvolil pod vlivem profesora Karla Rašky. Stal se členem Světové zdravotnické organizace a působil nejprve v programu celosvětového vyhlazení pravých neštovic, a to především v Demokratické republice Kongo (1964–1967) a Indii (1971–1975), později také v Somálsku a Bangladéši. Během mise v Indii významně přispěl k úspěchu programu prosazením metody aktivního vyhledávání nemocných neštovicemi („active house to house search“). V letech 1980–1988 pracoval v rámci dalších programů Světové zdravotnické organizace v Jižním Jemenu (1981–1985) a v dalších zemích Třetího světa.
Roku 2017 obdržel Poctu hejtmana Libereckého kraje za přínos v oblasti vědy, výzkumu a lékařství.
Roku 2018 obdržel Medaili města Liberec za mimořádné zásluhy v oboru epidemiologie.
Byl ženatý (manželka Věra 1928–2016) a byl otcem tří dětí: Vladimíry (1955–2007), Vojtěcha (* 1956) a Veroniky (* 1968).

## Dílo
Je autorem více než třiceti odborných publikací z oborů epidemiologie, hygieny potravin a výživy.
- Mé svědectví o vyhlazení pravých neštovic, Praha 2017. (Vzpomínky, zejména na činnost ve Světové zdravotnické organizaci.)
- Historické vítězství nad černými neštovicemi, Praha 2019. (Druhé, upravené a přejmenované vydání knihy Mé svědectví o vyhlazení pravých neštovic.)